# シャプラニール
シャプラニール（英語: Shapla Neer、ベンガル語: শাপলা নীড়）は、日本のNGO（非政府組織）。ベンガル語で「睡蓮の家」を意味する。正式名称は、特定非営利活動法人シャプラニール＝市民による海外協力の会（英語: Shapla Neer = Citizens’ Committee in Japan for Overseas Support）。
バングラデシュやネパール、インドを中心に南アジアの地域で、現地のNGOと協力しながら、農村の開発やストリートチルドレンや家事使用人の少女、災害対策などの支援活動を行っている。バングラデシュ独立の直後の1972年に発足。設立初めは日本人ボランティアが農村に泊まり込んで、様々な活動支援した。現在では現地のNGOを通じて活動している。
海外活動だけでなく、国内活動にも力を入れており、バングラデシュやネパールの手工芸品をフェアトレードとして販売している。また、海外協力と地球環境を連動させた活動として、書き損じたハガキ、切手、使用済みテレフォンカード等の回収やブックオフと提携して本やCDの回収を行いそれらの収益を海外援助にまわす「ステナイ生活」を行っている。
近年、シャプラニールの活動が、中学校社会科や高等学校公民科の一部の教科書で紹介されている。